# Nystalea mocotana
Nystalea mocotana är en fjärilsart som beskrevs av William Schaus 1920. Nystalea mocotana ingår i släktet Nystalea och familjen tandspinnare. Inga underarter finns listade i Catalogue of Life.